# أوليفيا بورنيت
أوليفيا بورنيت (بالإنجليزية: Olivia Burnette) هي ممثلة أمريكية، ولدت في 24 مارس 1977 في الولايات المتحدة.

## أعمال

### أفلام
- (1995) السريع والميت

### مسلسلات
- إن سي آي إس
- جاغ

## وصلات خارجية
- أوليفيا بورنيت على موقع IMDb (الإنجليزية)
- أوليفيا بورنيت على موقع ألو سيني (الفرنسية)
- أوليفيا بورنيت على موقع أول موفي (الإنجليزية)
- أوليفيا بورنيت على موقع قاعدة بيانات الأفلام السويدية (السويدية)
- أوليفيا بورنيت على موقع قاعدة بيانات الفيلم (الإنجليزية)
- أوليفيا بورنيت على موقع كينوبويسك (الروسية)